# Рыжковское сельское поселение (Омская область)
Рыжковское се́льское поселе́ние — муниципальное образование в Крутинском районе Омской области Российской Федерации.
Административный центр — село Рыжково.

## История
Статус и границы сельского поселения установлены Законом Омской области от 30 июля 2004 года № 548-ОЗ «О границах и статусе муниципальных образований Омской области».

## Население
| 2010 | 2011 | 2012 | 2013 | 2014 | 2015 | 2016 |
| ---- | ---- | ---- | ---- | ---- | ---- | ---- |
| 546  | ↘544 | ↘510 | ↘497 | ↘468 | ↘432 | ↘410 |
| 2017 | 2018 | 2019 | 2020 | 2021 | 2023 |      |
| ↘392 | ↘349 | ↘348 | ↘323 | ↘293 | ↘276 |      |

## Состав сельского поселения
| № | Населённый пункт | Тип населённого пункта       | Население |
| - | ---------------- | ---------------------------- | --------- |
| 1 | Верхний Яман     | деревня                      | 67        |
| 2 | Колодцы          | деревня                      | 137       |
| 3 | Орлово           | деревня                      | 1         |
| 4 | Рыжково          | село, административный центр | ↘341      |